# Fridtjuv Berg
Johan Fridtjuv Berg (20. března 1851 – 29. února 1916) byl švédský politik, ministr školství a poslanec parlamentu. V roce 1906 prosadil radikální reformu švédského pravopisu.